# Mont Fernow
Le mont Fernow est un sommet de la chaîne des Cascades dans l'État de Washington, dans le Nord-Ouest des États-Unis. Il s'agit du point culminant des monts Entiat, dans les North Cascades. Il se trouve dans la Glacier Peak Wilderness au sein de la forêt nationale de Wenatchee.
La montagne est recouverte de plusieurs glaciers. La rivière Entiat prend sa source entre son versant Sud-Ouest et le versant Ouest du Seven Fingered Jack.